# Dopexamin
Dopexamin ist eine chemische Verbindung aus der Gruppe der Katecholamine, die in der Medizin als Arzneistoff in der Behandlung von Herzinsuffizienz eingesetzt wird. Die Substanz wirkt als Beta-1- und Beta-2-Sympathomimetikum.

## Klinische Angaben
Zur Anwendung kommt es im Rahmen einer Akuttherapie bei einer schweren Herzinsuffizienz mit einer Dosierung von 1–4 µg/kg/min. Kontraindiziert ist die Gabe beim Vorliegen einer Angina Pectoris und bei Lungenembolie.

## Pharmakologische Eigenschaften
Dopexamin besitzt eine starke adrenerge β- und DA1-Rezeptorwirkung und führt somit zu einer Vasodilatation und Nachlastsenkung, was zu einer Steigerung der Sauerstoffversorgung und des Herzminutenvolumens führt. Es hemmt ebenfalls die Wiederaufnahme von Noradrenalin an neuralen Nervenendigungen. Diese Hemmung ist bei Dopexamin etwa zehnmal stärker als beim pharmakologischen Analogon Dopamin. Vasokonstriktive Wirkung hat es nicht. Dopexamin wird ein positiver Effekt auf Splanchnikusperfusion zugesprochen, die Datenlage dazu ist allerdings widersprüchlich. Dopexamin  verfügt über eine leicht positive inotrope Wirkung.